# Ontogenèse
Cet article possède un paronyme, voir Oncogenèse.

Les étapes initiales de l'embryogenèse humaine.

L'ontogenèse (ou ontogénie) décrit le développement progressif d'un organisme depuis sa conception jusqu'à sa forme mûre, voire jusqu'à sa mort. En biologie du développement, ce terme s'applique aussi bien aux êtres vivants non humains qu'aux êtres humains mais on le retrouve aussi dans le domaine de la psychologie du développement où l'ontogenèse désigne le développement psychologique d'un individu depuis l'enfance jusqu'à l'âge adulte et plus généralement, pour désigner les transformations structurelles observées dans un système vivant, qui lui donnent son organisation ou sa forme finale.
En biologie de l'évolution, on contraste souvent l'ontogenèse, l'histoire d'un individu particulier, et la phylogenèse, l'histoire évolutive de l'espèce à laquelle appartient cet individu. 
Ce phénomène décrit dans le cas des organismes multicellulaires, le passage d'une cellule au début du développement à un organisme complet multicellulaire. Ainsi, on peut passer d'une graine à une plante par exemple.

## Champ d'application
Ce terme est le plus souvent utilisé pour désigner la formation des organismes multicellulaires et commence donc dès les premières étapes de la vie embryologique qui suivent la fécondation.

## Ontogenèse et récapitulation
Au cours de certains stades de l'ontogenèse d'un organisme, on peut voir apparaître des caractères homologues  aux caractères ancestraux de la lignée, toutefois il ne s'agit pas véritablement d'une récapitulation accélérée de l'histoire de l'espèce tel que cela avait été proposé dans la théorie de la récapitulation attribuée à Ernst Haeckel. En effet, les structures observées au cours du développement ne sont pas les structures fonctionnelles observées chez d'autres organismes adultes. Il serait ainsi faux de croire que l'être humain possède des branchies à un certain stade de son développement (mais il possède transitoirement des structures homologues aux arcs branchiaux).
En écologie comportementale, on retrouve des études exposant le fait que le comportement animal individuel est en partie expliqué par des comportements ancestraux. Ce qui prouve aussi l'équi-importance des variations génétiques et phénotypiques sur le comportement animal.
Pour illustrer la fausseté de la théorie de la récapitulation : le comportement animal est influencé en partie par l'histoire comportementale ancestrale de l'individu, mais ce dernier ne va en rien repasser tout au long de son ontogenèse par tous les stades de comportement qu'ont eu tous ses ancêtres.

## Centres de recherche en France
- Institute for Advanced Biosciences